# دولت چندملیتی

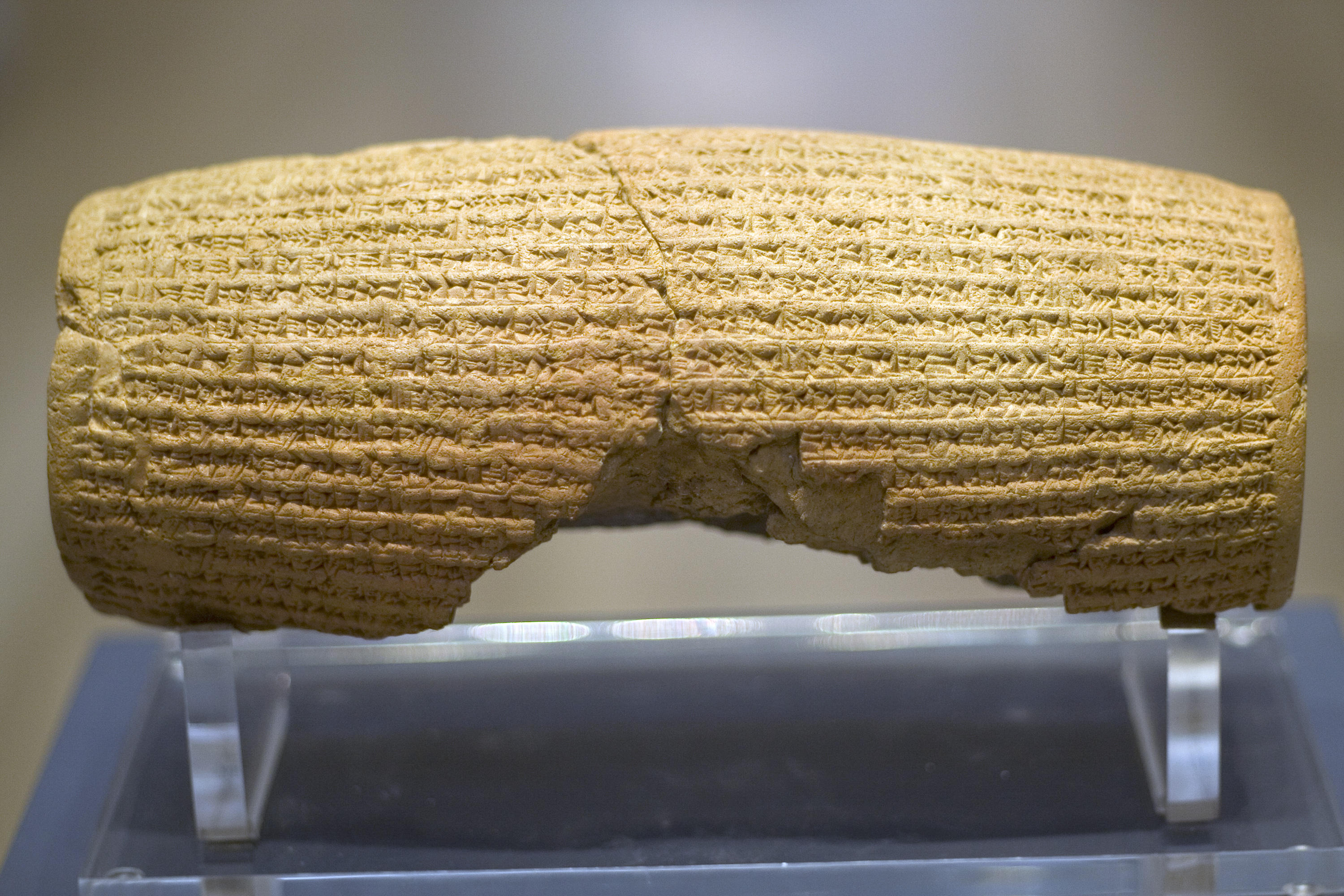
به گفته «نیل مک‌گرگور»، مدیر موزه بریتانیا، منشورِ کوروش نوشته شده توسط کوروش بزرگ، بنیانگذار شاهنشاهی پارسی(هخامنشیان)، «نخستین تلاشی است که ما در مورد اداره یک جامعه، کشوری با ملیت‌ها و مذهب‌های گوناگون می‌دانیم - نوع جدید از اداره دولت را در آن منشور ارائه کرده است.

یک دولت چند ملیتی یا یک اتحادیه چند ملیتی یا دولت مستقل است که شامل دو یا چند ملت یا دولت می‌شود. این دولت‌ها در تضاد با یک دولت ملی هستند، چرا که در دولت‌های ملی که یک ملت واحد بیشتر جمعیت را تشکیل می‌دهد. (اکثریت غالب وجود دارد) بسته به تعریف «ملت» (که قومیت، زبان و هویت ملی را شمال می‌شود)، یک دولت چند ملیتی معمولاً چند فرهنگی یا چند زبانه است و از لحاظ جغرافیایی از بیشتر از یک کشور تشکیل شده است، به عنوان مثال کشورهای موجود در بریتانیا که شامل اسکاتلند، انگلستان، ولز و ایرلند شمالی می‌شود.
بریتانیا، روسیه و کانادا امروزه مثالهایی از حکومت‌های کثیرالمله‌اند در حالی که اتریش-مجارستان، هند بریتانیا، شوروی و یوگسلاوی مثال‌هایی از حکومت‌های کثیرالمله گذشته‌اند که به‌شماری از حکومت‌های مستقل تبدیل شده‌اند. حکومت‌های کثیرالملله عموماً حکومت‌های فدرال هستند، به این معنا که در گذشته مردمان و دولت‌های مستقل، مجزا و متفاوت بوده‌اند و در یک قرار داد تصمیم گرفته‌اند که با متحد شدن یک حاکمیت جدید را شکل دهند، مانند کانادا که دو گروه مستقل و متفاوت فرانسوی و انگلیسی پس از مهاجرت و حضور در شمال قاره آمریکا، پس از مدتی تصمیم گرفتند در یک اتحاد انگلیسی-فرانسوی کشوری جدید به نام کانادا را تأسیس کنند. پادشاهی بریتانیا نیز یک حاکمیت کثیرالمله است که شامل چندین کشور به عنوان جزایر جدا از یکدیگر و مستقل از جمله انگلستان، اسکاتلند، ولز و ایرلندشمالی است که تصمیم گرفته‌اند عضو اتحادیه پادشاهی بریتانیا باشند. امروزه از اتحادیه اروپا نیز به عنوان یک حاکمیت کثیرالمله نام برده می‌شود که در آن ملت‌های مختلف در برخی از سیاست‌ها یک حاکمیت واحد را پیگیری می‌کنند.

## تعریف
به گفته «نیل مک‌گرگور»، مدیر موزه بریتانیا، منشورِ کوروش نوشته شده توسط کوروش بزرگ، بنیانگذار امپراتوری پارسی(هخامنشیان)، «نخستین تلاشی است که ما در مورد اداره یک جامعه، دولتی با ملیت‌ها و مذهب‌های گوناگون می‌دانیم - نوع جدید از اداره دولت در آن منشور ارائه کرده است. بسته به تعریف الفاظی چون «ملت»، یک حاکمیت چند ملیتی ممکن است چندفرهنگی یا چندزبانی باشد یا نباشد.
تلاش‌های بسیاری شده تا حاکمیت کثیرالمله تعریف شود. یک عامل که این کار را سخت می‌کند محتمل بودن وجود دو ملیت به‌طور همزمان برای برخی مردم است. همان‌طور که ایلن پلگ گفته:
یک نفر می‌تواند در بریتانیا اسکاتلندی و بریتانیایی، یهودی و آمریکایی در ایالات متحده، ایگلو و نیجریه‌ای در نیجریه و… باشد. مشکل بشود اسلواک و مجاری، عرب و اسرائیلی و برتون و فرانسوی بود.
یک دولت همچنین ممکن است یک جامعه باشد و یک جامعه چندقومیتی دارای افرادی است که به بیش از یک گروه قومی تعلق دارند، در مقابل و در تضاد با جوامعی که از نظر قومی از همگن هستند. با برخی تعاریف «جامعه» و «همگن»، تقریباً همه جوامع ملی معاصر چندقومیتی هستند. دانشمند «دیوید ولز» در سال ۱۹۹۳ استدلال کرد که کمتر از ۲۰ کشور از ۱۸۰ کشور حاکم در آن زمان از نظر قومی و ملی یکدست هستند، در صورتی که یک کشور همگن به عنوان کشوری تعریف می‌شود که اقلیت‌ها کمتر از ۵ درصد از جمعیت را تشکیل دهند. براین اساس «سوجیت چودری» استدلال می‌کند که «سن کشورهای همگن، اگر اصلأ هرگز وجود داشته باشد، تمام شده است.»

## دولت‌های چند ملیتی نوین

### آفریقا
بیشتر کشورهای آفریقای سیاه مستعمره‌های سابق کشورهای اروپایی هستند و به همین دلیل در مرزبندی آن‌ها به اشتراکات ملی، زبانی، دینی و فرهنگی توجه نشده است، و به همین دلیل این کشورها به معنای واقعی کلمه دولت‌های چند ملیتی هستند.

## غنا
در زمان استعمار خود، غنا توسط بسیاری از کشورها و امپراتوری‌ها از جمله امپراتوری انگلیس، امپراتوری پرتغال، امپراتوری دانمارک و امپراتوری آلمان تحت سلطه قرار گرفت. غنا همچنین تعداد زیادی مهاجر چینی، مالایی، اروپایی، لبنانی و دیگر مهاجران چند ملیتی را داراست.

## کنیا
کنیا بیش از ۷۰ گروه قومی را در خود جای داده است که پرجمعیت‌ترین آن‌ها مردم کیکویو هستند و حدود ۲۰ درصد از جمعیت این کشور را تشکیل می‌دهند. بر روی هم این کشور شامل، پنج گروه بزرگ - کیکوویو، لو، لوهیا، کامبا و کالنجین - است که ۷۰ درصد کنیا را تشکیل می‌دهند.

## افغانستان
افغانستان اکثریت قومی ندارد، گرچه برآورد می‌شود پشتون‌ها بیش از ۴۵٪ از جمعیت این کشور را تشکیل دهند. تحت حاکمیت سردمداران پشتون، اصطلاح «افغان» از یک نام قومی برای پشتونها به یک نام ملی برای هر شهروند افغانستان تغییر یافت، صرف نظر از اینکه این نام در گذشته فقط برای قوم پشتون بوده است. این تغییر در قانون اساسی افغانستان گنجانده شد، و آن را به یک دولت چند ملیتی تبدیل کرد.
از دیگر اقوام افغانستان می‌توان به تاجیک‌ها، هزاره‌ها، ازبک‌ها، ایماق، ترکمن و بلوچ اشاره کرد. دولت به پشتو و دری به عنوان زبانهای رسمی، می‌نگرد.

### پاکستان
پاکستان کنونی از جنبش پاکستان برخاسته است، که این جنبش خواستار ایجاد یک کشور جداگانه برای مسلمانان راج انگلیس بوده است. این جنبش بر اساس نظریه دو ملت ارائه شده توسط محمد علی جناح استوار بوده است: این عقیده که هندوها و مسلمانان در انگلیس هند نه تنها از جوامع مختلف مذهبی بلکه از ملت‌های متمایز نیز تشکیل شده‌اند و وجه اشتراکی بین دو ملت هندو و مسلمان وجود ندارد، از این رو در صورت استقلال هند از استعمار انگلستان، آن‌ها (هندوها و مسلمانان) باید به دو کشور ملی جدا تقسیم شود. جنا (در پاکستان به «کوئید عز»، به معنی «رهبر بزرگ» معروف است) این نظریه را به شرح زیر ترسیم کرد:
درک اینکه چرا دوستان هندو ما در درک ماهیت واقعی اسلام و آیین هندو موفق نیستند بسیار دشوار است. آن‌ها به معنای دقیق کلمه مذهبی نیستند، اما در واقع نظم‌های اجتماعی متفاوتی هستند و این یک رؤیا است که هندوها و مسلمانان می‌توانند یک ملیت مشترک را تکامل دهند و این تصور غلط از یک ملت هند مشکلاتی دارد اگر نتوانیم به موقع تصورات خود را اصلاح کنیم هند را به سمت نابودی سوق خواهد داد. هندوها و مسلمانان به دو فلسفه متفاوت دینی، آداب و رسوم اجتماعی، ادبیات تعلق دارند. آن‌ها نه با هم ازدواج می‌کنند و نه با هم تداخل می‌کنند و در واقع، آنها به دو تمدن متفاوت تعلق دارند که اساساً مبتنی بر عقاید و تصورات متضاد است. جنبه‌های آنها از زندگی و زندگی متفاوت است. کاملاً واضح است که هندوها و مسلمانان الهام خود را از منابع مختلف تاریخ می‌گیرند. آنها حماسه‌های مختلف، قهرمانان متفاوت و اپیزودهای مختلف دارند. خیلی اوقات قهرمان یکی دشمن دیگری است و به همین ترتیب پیروزی‌ها و شکست‌های آنها با هم همپوشانی دارند. برای یکی کردن دو ملت از این دست تحت یک دولت واحد، یکی به عنوان اقلیت عددی و دیگری به عنوان یک اکثریت، باید منجر به افزایش نارضایتی و نابودی نهایی هرگونه یکپارچگی شود که ممکن است برای دولت آینده نیز چنین اتفاقی بیفتد.
این جنبش با ایجاد پاکستان در سال ۱۹۴۷ از طریق چندپارگی هند به اوج خود رسید. سپس اردو به عنوان زبان ملی همه مسلمانان جنوب آسیا ترویج شد. با این حال، پاکستان از نظر قومی متنوع است. پنجابی‌ها بزرگ‌ترین گروه زبان هستند، اما با ۴۵ درصد جمعیت، اکثریت مطلق را تشکیل نمی‌دهند. علاوه بر این، تنها ۸ درصد از پاکستانی‌ها به زبان ملی، اردو، به عنوان زبان مادری خود صحبت می‌کنند. در نتیجه، بسیاری از جنبش‌های ملی گرایانه که با تئوری دو ملت مخالفت می‌کنند، ظهور کرده‌اند و معتقدند که پاکستان نه تنها از نظر زبانشناسی یک کشور متنوع است بلکه یک دولت چند ملیتی است و بنابراین، هر گروه قومی زبان زای پاکستان یک کشور متمایز است. گلایه‌های رایج این جنبش‌ها شامل این ایده است که پنجابی‌ها از نظر سیاسی و اقتصادی بر پاکستان تسلط دارند، بنابراین گروه‌های دیگر را به حاشیه می‌برد و استقرار زبان اردو به عنوان تنها زبان رسمی کشور نوعی امپریالیسم فرهنگی است که میراث مردمان متنوع پاکستان را نادیده می‌گیرد.
موفق‌ترین این جنبش‌ها ناسیونالیسم بنگالی بود که منجر به ایجاد کشور ملی بنگلادش بنگالی زبان شد. این جنبش ادعا کرد که وضعیت رسمی اردو به مهاجران (بیشتر آنها اردو به عنوان زبان مادری صحبت می‌کنند) و پنجابی‌ها (زبان مادری آنها، پنجابی، مانند اردو است و بسیاری از آنها تحت اردو انگلیس تحصیل کرده‌اند) یک مزیت ناعادلانه است. بنگالی‌ها می‌ترسیدند که با وجود قدرت جمعیتی به عنوان بزرگ‌ترین گروه قومی پاکستان در حاشیه قرار بگیرند. این شکایات با جدایی بنگال شرقی (که بخشی از واحد اداری پاکستان شرقی بود) و ایجاد بنگلادش به اوج خود رسید.
امروز، جنبش‌های ملی گرایانه در داخل پاکستان شامل جنبش‌های سندی، پشتون، بلوچ، مهاجران و کشمیری‌ها است. اعضای این جنبش‌ها ادعا می‌کنند که اسلام را نمی‌توان تنها پایه ملیت دانست، و بنابراین پاکستان یک دولت چند ملیتی است. خواسته‌های آنها از افزایش خودمختاری یا تبدیل پاکستان به فدراسیون، به رسمیت شناختن حقوق زبان برای جمعیت‌های غیر اردو زبان، تا جدایی کامل است.
علی‌رغم این واقعیت که پنجابی‌ها از نظر اقتصادی و سیاسی به‌طور گسترده به عنوان گروه قومی مسلط در پاکستان دیده می‌شوند، یک جنبش کوچک پنجابی نیز وجود دارد که ادعا می‌کند زبان پنجابی به‌طور ناعادلانه تابع اردو بوده و از برقراری مجدد پیوندهای فرهنگی و اقتصادی با پنجاب شرقی در هند.